# Blepharipa schineri
Blepharipa schineri là một loài ruồi trong họ Tachinidae.